# Ерёмин, Борис Дмитриевич
Борис Дмитриевич Ерёмин (1915—1941) — лейтенант Рабоче-крестьянской Красной армии, участник Великой Отечественной войны, Герой Советского Союза (1942).

## Биография
Родился 4 июля 1915 года в городе Ростов (ныне — Ярославская область). После окончания школы фабрично-заводского ученичества работал сортировщиком.
В 1934 году был призван на службу в Рабоче-крестьянскую Красную армию. Учился в Костромском военном училище связи, затем в училище имени ВЦИК. В 1938 году окончил Харьковское военное авиационное училище лётчиков-наблюдателей. Участвовал в советско-финляндской войне. С первого дня Великой Отечественной войны — на её фронтах, совершил несколько боевых вылетов в составе экипажа самолёта «ДБ-3» под командованием лейтенанта Дмитрия Тарасова, был штурманом звена 21-го дальнебомбардировочного авиаполка 22-й авиадивизии 4-го авиакорпуса дальнебомбардировочной авиации.
27 июня 1941 года экипаж Тарасова совершал боевой вылет на бомбардировку немецкой танковой и пехотной колонны, двигавшейся по шоссе Люблин — Львов. В районе города Сокаль лётчики сбросили бомбы, застопорив движение колонны. Во время второго захода бомбардировщик был подожжён немецкими истребителями, однако Ерёмин сумел сбросить оставшиеся бомбы на вражескую технику. После этого Тарасов направил самолёт на скопление танков. Перед взрывом Ерёмин и воздушный стрелок Ковальский успели выпрыгнуть с парашютами. Ерёмин приземлился неподалёку от шоссе и отстреливался до последнего патрона, убив несколько немецких солдат. Захваченный в плен, Ерёмин был жестоко убит. Похоронен в братской могиле вместе с Тарасовым в посёлке Иваничи.
Указом Президиума Верховного Совета СССР «О присвоении звания Героя Советского Союза начальствующему составу Военно-воздушных сил Красной Армии» от 20 июня 1942 года за «образцовое выполнение боевых заданий командования на фронте борьбы с немецкими захватчиками и проявленные при этом отвагу и геройство» посмертно удостоен высокого звания Героя Советского Союза. Также посмертно был награждён орденом Ленина.

## Память
- В честь Ерёмина названы улицы в Ростове и Иваничах[1].